# Notarikon
Notarikon (hebr. נוטריקון „skrócenie”) – jedna z podstawowych, obok gematrii i temury, kabalistycznych metod pracy z tekstem, traktująca wyrazy jako akrostychy. Polega na interpretacji poszczególnych liter i rozwijaniu ich w pełne zdania. Często bierze się pod uwagę tylko kilka liter lub litery końcowe danego wyrazu (powstaje niejako przeciwieństwo akronimu).